# Буковљане
Буковљане (мкд. Буковљане) је насеље у Северној Македонији, у североисточном делу државе. Буковљане припада општини Старо Нагоричане. Ово је најсеверније место у држави.

## Географија
Буковљане је смештено у североисточном делу Северне Македоније, близу државне границе са Србијом (2 km). Од најближег града, Куманова, село је удаљено 25 km североисточно.
Село Буковљане се налази у историјској области Средорек, на јужним висовима планине Козјак, на близу 1.000 метара надморске висине.
Месна клима је оштра континентална због знатне надморске висине.

## Становништво
Буковљане је према последњем попису из 2002. године имало 75 становника.
Огромна већина становништва у насељу су етнички Македонци (100%).
Претежна вероисповест месног становништва је православље.